# تراون
تراون (Traun) هي مدينة في النمسا في ولاية النمسا العليا وتقع على الضفة الشمالية نهر تراون ‏ وعلى حدود مدينة لينز. وهي خامس أكبر مدينة في النمسا العليا.